# روبرت لويس تايلور
روبرت لويس تايلور (بالإنجليزية: Robert Lewis Taylor)‏‏ (24 سبتمبر 1912 في كاربوندال - 30 سبتمبر 1998 ) كاتب، وصحفي، وروائي من الولايات المتحدة.

## الجوائز
- جائزة بوليتزر عن فئة الأعمال الخيالية

## روابط خارجية
- روبرت لويس تايلور على موقع IMDb (الإنجليزية)
- روبرت لويس تايلور على موقع قاعدة بيانات برودواي على الإنترنت (الإنجليزية)
- روبرت لويس تايلور على موقع إن إن دي بي (الإنجليزية)
- روبرت لويس تايلور على موقع قاعدة بيانات الفيلم (الإنجليزية)